# Coscinocera heraclides
Coscinocera heraclides är en fjärilsart som beskrevs av James John Joicey och Talbot 1916. Coscinocera heraclides ingår i släktet Coscinocera och familjen påfågelsspinnare. Inga underarter finns listade i Catalogue of Life.